# Coppa di Slovacchia 2022-2023 (pallavolo femminile)
La Coppa di Slovacchia 2022-2023, 25ª edizione della coppa nazionale di pallavolo femminile, si è svolta dal 2 novembre 2022 al 12 febbraio 2023: al torneo hanno partecipato otto squadre di club slovacche femminili e la vittoria finale è andata per la prima volta al VKP Bratislava.

## Regolamento
Alla competizione, intitolata alla memoria dell'ex pallavolista Štefan Pipa, hanno preso parte otto delle nove formazioni partecipanti all'Extraliga 2021-22 (non ha partecipato la formazione federale del SVF); il torneo si è articolato in quarti di finale, strutturati in gara di andata e ritorno (coi punteggi di 3-0 e 3-1 sono stati assegnati 3 punti alla squadra vincente e 0 a quella perdente, col punteggio di 3-2 sono stati assegnati 2 punti alla squadra vincente e 1 a quella perdente; in caso di parità di punti dopo le due partite è stato disputato un golden set) e semifinali e finale in gara unica, con accoppiamenti fra le squadre per i quarti di finale e gli abbinamenti per i turni successivi affidati a due sorteggi successivi.

## Squadre partecipanti
| Squadra           | Qualificazione                     |
| ----------------- | ---------------------------------- |
| Brusno            | Partecipante all'Extraliga 2021-22 |
| Hit Trnava        | Partecipante all'Extraliga 2021-22 |
| Nové Mesto n/V    | Partecipante all'Extraliga 2021-22 |
| Prešov            | Partecipante all'Extraliga 2021-22 |
| Slávia Bratislava | Partecipante all'Extraliga 2021-22 |
| ŠVK Pezinok       | Partecipante all'Extraliga 2021-22 |
| UKF Nitra         | Partecipante all'Extraliga 2021-22 |
| VKP Bratislava    | Partecipante all'Extraliga 2021-22 |

## Torneo

### Tabellone
|  | Quarti di finale  | Quarti di finale | Quarti di finale  |   |                | Semifinali | Semifinali |  |  | Finale | Finale |  |
|  |                   |                  |                   |   |                |            |            |  |  |        |        |  |
|  | ŠVK Pezinok       | 0                | 0                 |   |                |            |            |  |  |        |        |  |
|  | ŠVK Pezinok       | 0                | 0                 |   |                |            |            |  |  |        |        |  |
|  | Nové Mesto n/V    | 3                | 3                 |   |                |            |            |  |  |        |        |  |
|  | Nové Mesto n/V    | 3                | 3                 |   | Nové Mesto n/V | 1          |            |  |  |        |        |  |
|  |                   |                  |                   |   | Nové Mesto n/V | 1          |            |  |  |        |        |  |
|  |                   |                  | VKP Bratislava    | 3 |                |            |            |  |  |        |        |  |
|  | VKP Bratislava    | 3                | VKP Bratislava    | 3 | 3              |            |            |  |  |        |        |  |
|  | VKP Bratislava    | 3                |                   |   |                |            |            |  |  |        |        |  |
|  | UKF Nitra         | 1                | 1                 |   |                |            |            |  |  |        |        |  |
|  | UKF Nitra         | 1                | 1                 |   | VKP Bratislava | 3          |            |  |  |        |        |  |
|  |                   |                  |                   |   |                |            |            |  |  |        |        |  |
|  |                   |                  | Slávia Bratislava | 0 |                |            |            |  |  |        |        |  |
|  | Hit Trnava        | 3                | Slávia Bratislava | 0 | 3              |            |            |  |  |        |        |  |
|  | Hit Trnava        | 3                |                   |   |                |            |            |  |  |        |        |  |
|  | Brusno            | 1                | 1                 |   |                |            |            |  |  |        |        |  |
|  | Brusno            | 1                | 1                 |   | Hit Trnava     | 0          |            |  |  |        |        |  |
|  |                   |                  |                   |   | Hit Trnava     | 0          |            |  |  |        |        |  |
|  |                   |                  | Slávia Bratislava | 3 |                |            |            |  |  |        |        |  |
|  | Prešov            | 0                | Slávia Bratislava | 3 | 0              |            |            |  |  |        |        |  |
|  | Prešov            | 0                |                   |   |                |            |            |  |  |        |        |  |
|  | Slávia Bratislava | 3                | 3                 |   |                |            |            |  |  |        |        |  |

### Risultati

#### Quarti di finale

##### Andata
| 9 novembre 2022 ŠH SOŠ, Pezinok Durata: 1h:08 - Spettatori: ?                               | ŠVK Pezinok    | 0 - 3 | Nové Mesto n/V    | 11-25, 19-25, 16-25        |
| 9 novembre 2022 Športová hala Dom športu, Bratislava Durata: 1h:45 - Spettatori: 150        | VKP Bratislava | 3 - 1 | UKF Nitra         | 25-22, 25-18, 22-25, 25-21 |
| 9 novembre 2022 Mestská športová hala, Trnava Durata: 1h:42 - Spettatori: 150               | Hit Trnava     | 3 - 1 | Brusno            | 25-22, 25-22, 25-27, 25-17 |
| 9 novembre 2022 Športová hala Prešovskej univerzity, Prešov Durata: 1h:15 - Spettatori: 110 | Prešov         | 0 - 3 | Slávia Bratislava | 15-25, 13-25, 19-25        |

##### Ritorno
| 16 novembre 2022 Mestská športová hala, Nové Mesto nad Váhom Durata: 1h:10 - Spettatori: 198 | Nové Mesto n/V    | 3 - 0 | ŠVK Pezinok    | 25-12, 25-10, 25-18        |
| 2 novembre 2022 Mestská športová hala, Nitra Durata: 1h:34 - Spettatori: 80                  | UKF Nitra         | 1 - 3 | VKP Bratislava | 25-22, 20-25, 10-25, 18-25 |
| 16 novembre 2022 ŠH Základná Škola, Slovenská Ľupča Durata: 1h:34 - Spettatori: 80           | Brusno            | 1 - 3 | Hit Trnava     | 19-25, 21-25, 25-8, 17-25  |
| 16 novembre 2022 Športová hala Dom športu, Bratislava Durata: 1h:02 - Spettatori: 90         | Slávia Bratislava | 3 - 0 | Prešov         | 25-11, 25-11, 25-10        |

#### Semifinali
| 11 febbraio 2023 Aréna Poprad, Poprad Durata: 1h:43 - Spettatori: 300 | Nové Mesto n/V | 1 - 3 | VKP Bratislava    | 25-20, 21-25, 11-25, 20-25 |
| 11 febbraio 2023 Aréna Poprad, Poprad Durata: 1h:35 - Spettatori: 600 | Hit Trnava     | 0 - 3 | Slávia Bratislava | 23-25, 15-25, 23-25        |

#### Finale
| 12 febbraio 2023 Aréna Poprad, Poprad Durata: 1h:23 - Spettatori: 650 | VKP Bratislava | 3 - 0 | Slávia Bratislava | 25-17, 25-17, 25-18 |